# Колепиетро
Колепиѐтро (на италиански: Collepietro) е село и община в Южна Италия, провинция Акуила, регион Абруцо. Разположено е на 849 m надморска височина. Населението на общината е 249 души (към 2010 г.).